# 沙羅双樹
『沙羅双樹』（しゃらそうじゅ）は2003年に日本で公開された映画｡

## ストーリー
暑い夏の日、奈良の旧市街地の路地を双子の少年たちが駈け抜ける。ふと気づくと、ひとりきりになっている弟。神隠しにあったように兄は姿を消していた。5年後の夏、高校生になった弟の俊は、行方不明のままの兄への複雑な思いを抱きながら絵を描くことに没頭する。そんな俊を、幼なじみの夕がひっそりと見守る。そして、俊の父が心血を注ぐ「バサラ祭」が近づいたある日、刑事が訪ねてきて行方不明である兄の情報が入ってくる……。

## スタッフ
- 監督・脚本：河瀨直美
- 音楽：UA
- プロデュース：長澤佳也
- 製作者：高原建二、安達暁子、猿川直人、長澤佳也
- 総指揮：中村雅哉
- 製作：「沙羅双樹」製作委員会（日活、讀賣テレビ放送、ビジュアルアーツ専門学校、リアルプロダクツ）
- 制作プロダクション：リアルプロダクツ
- 配給：日活、リアルプロダクツ

## 出演
- 福永幸平
- 河瀨直美
- 兵頭祐香
- 生瀬勝久
- 樋口可南子